# Hexoplon bucki
Hexoplon bucki là một loài bọ cánh cứng trong họ Cerambycidae.